# Christiane Cohendy
Pour les articles homonymes, voir Cohendy.
Christiane Cohendy est une actrice et metteur en scène française, née en 1940 à Clermont-Ferrand.

## Biographie
Cofondatrice du théâtre Éclaté d'Annecy (1971-1973) avec Alain Françon, Évelyne Didi et André Marcon,
elle est ensuite, de 1975 à 1979, comédienne permanente du Théâtre national de Strasbourg dirigé par Jean-Pierre Vincent. 
Elle a notamment travaillé avec Patrice Chéreau, Georges Lavaudant (L'Orestie), Matthias Langhoff (La Cerisaie, Les Trois Sœurs), Klaus Michael Grüber, André Engel (Baal), Jean-Louis Martinelli, Jorge Lavelli (Kvetch, Décadence) et Delphine Salkin (Splendeur)
Elle enseigne depuis 2006 au Conservatoire national supérieur d'art dramatique.

## Théâtre

### Comédienne
- 1972 : La Farce de Burgos création collective de Christiane Cohendy, Évelyne Didi, Alain Françon, Alexandre Guini, Brigitte Lauber, André Marcon, MJC de Novel Annecy
- 1974 : Trotsky à Coyoacan de Hartmut Lange, mise en scène André Engel, avec Gérard Desarthe, Théâtre Mécanique
- 1974 : Le Jour de la dominante de René Escudié, mise en scène Alain Françon, Théâtre Mécanique, Festival d'Avignon
- 1975 : Germinal d'après Émile Zola, mise en scène Jean-Pierre Vincent, Théâtre national de Strasbourg
- 1975 : Pépé Gustave voit rouge d'Ivan Vanesco mise en scène Bernard Sobel, Festival d'Avignon
- 1975 : Faust Salpêtrière d'après Goethe, mise en scène Klaus Michael Grüber, Festival d'Automne de Paris
- 1976 : Baal de Bertolt Brecht, mise en scène André Engel, avec Gérard Desarthe, Théâtre national de Strasbourg
- 1977 : Un week-end à Yaïck d'après Pougatchev de Serge Essenine, mise en scène André Engel, avec André Wilms, Théâtre national de Strasbourg
- 1977 : Le Misanthrope de Molière, mise en scène Jean-Pierre Vincent, Théâtre national de Strasbourg
- 1977 : Franziska de Frank Wedekind, mise en scène Hélène Vincent et Agnès Laurent, Théâtre national de Strasbourg
- 1979 : Kafka Théâtre Complet de Franz Kafka, mise en scène André Engel, avec Daniel Emilfork, Tchéky Karyo, Théâtre national de Strasbourg
- 1980 : Piano téléphone de Max Denes, mise en scène de l'auteur, avec Tchéky Karyo, André Marcon, Festival d'Avignon
- 1980 : Le deuil sied à Électre d'Eugene O'Neill, mise en scène Stuart Seide, Théâtre des Quartiers d'Ivry
- 1981 : Susn d'Herbert Achternbusch, mise en scène Hans Peter Cloos, avec Tchéky Karyo, Festival d'Avignon, et Théâtre de la Commune en 1982
- 1982 : Penthésilée d'Heinrich von Kleist, mise en scène André Engel, Théâtre national de Chaillot
- 1982 : Le Bracelet de verre de Jean-Pierre Burgart, lecture, Festival d'Avignon
- 1983 : Les Séquestrés d'Altona de Jean-Paul Sartre, mise en scène Jean-Pierre Bisson
- 1983 : La Cerisaie d'Anton Tchekhov, mise en scène Matthias Langhoff et Manfred Karge Théâtre national de Strasbourg, Festival d'Avignon
- 1983 : Transat de Madeleine Laïk, mise en scène Michelle Marquais, avec André Marcon, Théâtre Ouvert
- 1984 : Vermeer et Spinoza de Gilles Aillaud, mise en scène Jean Jourdheuil et Jean-François Peyret, Théâtre Gérard Philipe, Théâtre de la Bastille
- 1984 : Still life d'Emily Mann, mise en scène Jean-Claude Fall, Festival d'Avignon
- 1985 : Still life d'Emily Mann, mise en scène Jean-Claude Fall, Théâtre de la Bastille, Nouveau théâtre de Nice
- 1985 : Le Paradis sur terre de Tennessee Williams, mise en scène Élisabeth Chailloux, Théâtre de l'Aquarium, Festival d'Avignon, Théâtre des Quartiers d'Ivry
- 1987 : Annie Wobbler (Annie, Anna, Annabella) d'Arnold Wesker, mise en scène Gilles Chavassieux, Théâtre de l'Athénée
- 1987 : Les Irresponsables d'Hermann Broch, mise en scène Henri Ronse, Nouveau Théâtre de Belgique
- 1988 : La Métamorphose d'après Franz Kafka, mise en scène Steven Berkoff, Théâtre du Gymnase Marie Bell
- 1988 : La Fausse Suivante de Marivaux, mise en scène Éric Sadin, Théâtre de Châteauroux
- 1989 : La Trilogie de Coûfontaines : Le Pain dur, Le Père humilié de Paul Claudel, mise en scène Jean-Paul Lucet, Théâtre des Célestins
- 1989 : La Mission d'Heiner Müller et Le Perroquet vert d'Arthur Schnitzler, mise en scène Matthias Langhoff, Festival d'Avignon, Théâtre de la Ville
- 1990 : Le plus beau de l'histoire de Christian Rullier, mise en scène Marylin Alasset, Café de la Danse
- 1991 : Annabelle et Zina et Il marche de Christian Rullier, mise en scène Jacques Kraemer, Théâtre du Rond-Point
- 1991 : Tartuffe de Molière, mise en scène Marcel Maréchal, Théâtre La Criée
- 1991 : Roberto Zucco de Bernard-Marie Koltès; mise en scène Bruno Boëglin, avec Myriam Boyer, Jerzy Radziwilowicz, TNP Villeurbanne, Théâtre de la Ville
- 1992 : Chef-lieu d'Alain Gautré, mise en scène Jean-Claude Fall, Théâtre Gérard Philipe, Théâtre Daniel Sorano Toulouse
- 1992 : Kvetch de Steven Berkoff, mise en scène Jorge Lavelli, Théâtre national de la Colline
- 1992 : Caresses de Sergi Belbel, lecture, avec Charles Berling, Festival d'Avignon
- 1992 : Légendes de la forêt viennoise d'Ödön von Horváth, mise en scène André Engel, MC93 Bobigny
- 1993 : Le Pélican d'August Strindberg, mise en scène Alain Milianti, avec Didier Mahieu, Isabelle Sadoyan Bouise, Théâtre de l'Odéon
- 1993 : Kvetch de Steven Berkoff, mise en scène Jorge Lavelli, Festival d'Avignon
- 1993 : Maison d'arrêt d'Edward Bond, mise en scène Jorge Lavelli, Festival d'Avignon, Théâtre national de la Colline
- 1994 : Les Trois Sœurs d'Anton Tchekov, mise en scène Matthias Langhoff, Théâtre de la Ville
- 1994 : L'Amour en Crimée de Sławomir Mrożek, mise en scène Jorge Lavelli, Théâtre national de la Colline
- 1995 : Décadence de Steven Berkoff, mise en scène Jorge Lavelli, Théâtre national de la Colline
- 1995 : Nouvelles et contes II d'Ivane Daoudi, lecture Festival d'Avignon
- 1996 : Décadence de Steven Berkoff, mise en scène Jorge Lavelli, Théâtre national de la Colline
- 1996 : Domaine public de Christiane Cohendy, Robert Cantarella et Daniel Jeanneteau, Festival d'Avignon
- 1997 : Le Libertin d'Éric-Emmanuel Schmitt, mise en scène Bernard Murat, Théâtre Montparnasse
- 1998 : La Métamorphose d'après Franz Kafka, adaptation et mise en scène Steven Berkoff, avec Roman Polanski, Théâtre du Gymnase Marie Bell
- 1998 : Un mari idéal d'Oscar Wilde, mise en scène Adrian Brine, Théâtre Antoine
- 1999 : D'entre les morts de Jean-Pierre Siméon, mise en scène Christian Schiaretti, Comédie de Reims
- 1999 : L'Orestie d'Eschyle, mise en scène Georges Lavaudant, avec Philippe Morier-Genoud, Odéon-Théâtre de l'Europe
- 2000 : Fanfares de Georges Lavaudant, mise en scène de l'auteur avec Philippe Morier-Genoud, Odéon-Théâtre de l'Europe
- 2000 : L’Orestie d'Eschyle, mise en scène Georges Lavaudant, Odéon-Théâtre de l'Europe
- 2002 : Et puis quand le jour s'est levé, je me suis endormie de Serge Valletti, mise en scène Michel Didym, Théâtre national de la Colline
- 2003 : Phèdre de Jean Racine, mise en scène Patrice Chéreau, avec Dominique Blanc, Odéon-Théâtre de l'Europe Ateliers Berthier
- 2004 : Hamlet de William Shakespeare, mise en scène Moshe Leiser et Patrice Caurier, avec Charles Berling, Théâtre Nanterre-Amandiers
- 2004 : Moi et Baudelaire de Christian Rullier d'après Charles Baudelaire, mise en scène Christiane Cohendy et Christian Rullier, Théâtre du Rond-Point
- 2005 : Conversation chez les Stein sur monsieur de Goethe absent de Peter Hacks, mise en scène Yves Beaunesne, Théâtre de la Commune
- 2005 : Slogans pour 343 actrices de Maria Soudeïva, mise en scène Bérangère Bonvoisin, avec Jeanne Moreau, Micheline Presle, Théâtre national de la Colline
- 2005 : Le Caïman d'Antoine Rault, mise en scène Hans Peter Cloos, avec Claude Rich, Théâtre Montparnasse (et en tournée en 2007)
- 2006 : Caligula d'Albert Camus, mise en scène Charles Berling, avec Charles Berling, Théâtre de l'Atelier
- 2008 : Ce soir on improvise d'après Luigi Pirandello, adaptation et mise en scène Gilberte Tsaï, Nouveau Théâtre de Montreuil
- 2008 : L'Annonce faite à Marie de Paul Claudel, mise en scène Christophe Perton, avec André Marcon, Festival d'Alba-la-Romaine
- 2008 : Equus de Peter Shaffer, adaptation Pol Quentin, mise en scène Didier Long, avec Bruno Wolkowitch, Delphine Rich, Théâtre Marigny
- 2009 : Le Dialogue des Carmélites, Georges Bernanos, adaptation et mise en espace Gérald Garutti, Rencontres littéraires de Brangues
- 2009 : Vassa 1910 d'après Vassa Geleznova de Maxime Gorki, mise en scène Gilberte Tsaï, Nouveau théâtre de Montreuil, et tournée
- 2009 : Le Roman d'un trader de Jean-Louis Bauer, mise en scène Daniel Benoin, Théâtre national de Nice
- 2010 : Le Mystère du bouquet de roses de Manuel Puig, mise en scène Gilberte Tsaï, Nouveau Théâtre de Montreuil
- 2011 : Les Grandes Personnes de Marie NDiaye, mise en scène Christophe Perton, Théâtre national de la Colline, Comédie de Genève
- 2011 : Collaboration de Ronald Harwood, mise en scène Georges Werler, Théâtre des Variétés
- 2012 : Le Roman d'un trader de Jean-Louis Bauer, mise en scène Daniel Benoin, Théâtre national de Nice, Théâtre Liberté, TNBA, TNB, La Criée, Comédie de Saint-Étienne, tournée
- 2012 : Hannah Arendt, lecture, Théâtre de l'Ouest parisien aux côtés d'Étienne Tassin
- 2012 : Collaboration de Ronald Harwood, mise en scène Georges Werler, tournée
- 2013 : Collaboration de Ronald Harwood, mise en scène Georges Werler, Théâtre des Célestins, Théâtre de la Madeleine
- 2013 : Chatte sur un toit brûlant de Tennessee Williams, mise en scène Claudia Stavisky, tournée, Théâtre des Célestins
- 2015 : Ivanov de Anton Tchekhov, mise en scène Luc Bondy, Théâtre de l'Odéon
- 2016 : Le Tartuffe de Molière, mise en scène Luc Bondy, Théâtre de l'Odéon
- 2016 : Tableau d'une exécution de Howard Barker, mise en scène Claudia Stavisky, théâtre des Célestins
- 2017 : De si tendres liens de Loleh Bellon, mise en scène Laurence Renn Penel, Petit Louvre, Festival off d'Avignon
- 2019 : Rabbit Hole de David Lindsay-Abaire, mise en scène Claudia Stavisky, Théâtre des Bouffes parisiens
- 2020 : Splendeur de Abi Morgan, mise en scène Delphine Salkin, Théâtre de Sénart, Théâtre 71 Malakoff
- 2022 : La Trilogie de la villégiature de Carlo Goldoni, mise en scène Claudia Stavisky, théâtre des Célestins

### Metteur en scène
- 1980 : Archéologie de Daniel Emilfork, Frédéric Leidgens et Christiane Cohendy, Théâtre Paris-Villette
- 1984 : Les Orphelins de Jean-Luc Lagarce, Théâtre Ouvert
- 2001 : C'est-à-dire de et avec Christian Rullier, Petit Odéon
- 2004 : Moi et Baudelaire de Christian Rullier d'après Charles Baudelaire, mise en scène avec Christian Rullier, Théâtre du Rond-Point
- 2008 : La Lionne de Belfort de et avec Nathalie Boileau, Petit théâtre du Gymnase
- 2011 : La Petite Fée aux allumettes d'après Hans Christian Andersen, Cartoucherie de Vincennes

#### Collaboratrice artistique
- 2008 : Fin de partie de Samuel Beckett, mise en scène Charles Berling, Théâtre de l'Atelier

## Filmographie

### Cinéma
- 1980 : Un mauvais fils de Claude Sautet
- 1982 : La Passante du Sans-Souci de Jacques Rouffio
- 1982 : Toute une nuit de Chantal Akerman
- 1984 : Rita Ritter d'Herbert Achternbusch
- 1984 : Le Matelot 512 de René Allio
- 1987 : Vent de panique de Bernard Stora
- 1988 : Ville étrangère de Didier Goldschmidt
- 1989 : Les Deux Fragonard de Philippe Le Guay
- 1990 : Les Matins chagrins de Jean-Pierre Gallepe
- 1990 : Trois années de Fabrice Cazeneuve
- 1991 : Arthur Rimbaud, une biographie de Richard Dindo
- 1994 : Consentement mutuel de Bernard Stora
- 1995 : Le Hussard sur le toit de Jean-Paul Rappeneau
- 1997 : Mauvais Genre de Laurent Bénégui
- 1997 : Le Comédien de Christian de Chalonge
- 1998 : Un dimanche matin à Marseille : Catherine court métrage de Mario Fanfani
- 1999 : Un pont entre deux rives de Gérard Depardieu et Frédéric Auburtin
- 1999 : Salsa de Joyce Buñuel
- 1999 : Le Créateur d'Albert Dupontel
- 2001 : Sur mes lèvres de Jacques Audiard
- 2003 : La Chose publique de Mathieu Amalric

### Télévision
- 1981 : Quatre femmes, quatre vies : Des chandails pour l'hiver de Marc Marino
- 1985 : Série noire : Pas de vieux os de Gérard Mordillat
- 1987 : La Tricheuse de Joyce Buñuel
- 1987 : L'Heure Simenon : Un nouveau dans la ville de Fabrice Cazeneuve
- 1987 : L'Heure Simenon : Les Demoiselles de Concarneau d'Édouard Niermans
- 1989 : Le Vagabond de la Bastille de Michel Andrieu
- 1993 : Légendes de la forêt viennoise d'André Engel
- 1993 : Maigret : Maigret et les témoins récalcitrants de Michel Sibra :  Véronique Lachaume
- 1996 : Je m'appelle Régine de Pierre Aknine
- 1996 : Pigeon volé de Mehdi Charef
- 1997 : Les lauriers sont coupés de Michel Sibra
- 2000 : La Vérité vraie de Fabrice Cazeneuve
- 2001 : Rastignac ou les Ambitieux d'Alain Tasma
- 2003 : Phèdre de Jean Racine, mise en scène Patrice Chéreau, réalisation Stéphane Metge
- 2005 : La Crim' : Au nom du père de Jean-Pierre Prévost
- 2006 : La Volière aux enfants d'Olivier Guignard
- 2023 : HPI (saison 3, épisode 7 « Tonnerre ! » et épisode 8 « Kikeriki » de Djibril Glissant) : Colette Martingale
- 2025 : Anaon de David Hourrègue : Jeanne Navart

## Distinctions

### Récompenses
- Printemps du théâtre de Paris 1985 :  meilleure actrice
- Prix du Syndicat de la critique 1995 : meilleure comédienne pour meilleure comédienne pour Décadence
- Molières 1996 : Molière de la comédienne pour Décadence[2]

### Nominations
- Molières 2009 : Molière de la comédienne dans un second rôle pour Equus
- Molières 2018 : Molière de la comédienne dans un spectacle de théâtre public pour Tableau d'une exécution